# Filip II Hinckaert
Filip II Hinckaert (ca. 1425-1430 – 9 januari 1473 n.s.) was een Brabants edelman uit het geslacht Hinckaert. Hij was burggraaf van Tervuren, grootwoudmeester en opperjachtmeester van Brabant, raadsman en kamerheer van Karel de Stoute.

## Leven
Zijn ouders waren Jan II Hinckaert en Gertrude van Huldenberg, zijn broer Jan III Hinckaert. Hij trouwde in 1451 met Gasparina Corsselaar van Wittem.
Georges Chastellain vermeldt Hinckaert onder de 25 mannen die op 23 mei 1452 geridderd werden door Anton van Croÿ en Adolf van Kleef op het slagveld van Overmere. Na de dood van zijn vader werd hij op 2 oktober 1458 beleend met het woudmeesterschap van het Zoniënwoud, het burggraafschap van Tervuren, de oude meierei en vorsterij Duisburg, en vier bunders weidegrond in het Zennebroek bij Vilvoorde. Zijn jongere broer Jan kreeg Ohain en een rente. Als derde van zijn familie bekleedde hij het prestigieuze ambt van opperjachtmeester, al deelde hij het van 1458 tot 1468 mogelijk met zijn broer.
In 1467 deed hij een genereuze stichting. In Ukkel beschikte hij over grond waar een kluis was gevestigd. Hij liet deze tot klooster wijden door bisschop Jan van Bourgondië, en schonk het goed aan hertogin Isabella van Portugal op last er een religieuze gemeenschap te stichten. Dit werd het observantenklooster van Boetendaal. Hij deed in 1472 afstand van zijn opperjachtmeesterschap en stierf kort nadien.

## Familie
Naast een buitenechtelijke dochter Margriet had Hinckaert uit zijn huwelijk met Gasparina van Wittem drie kinderen:
- Johanna Hinckaert († 1 september 1524), erfburggravin van Tervuren, getrouwd in 1451 met Jan van Cortembach en hertrouwd met Costen van Berchem
- Jacquemijn (Jacoba) Hinckaert, getrouwd met Willem t'Serclaes
- Geertruid Hinckaert, non

## Voetnoten
1. ↑  Louis Galesloot, Inventaire des archives de la cour féodale de Brabant, vol. 1, 1870, p. 161
2. ↑  Sander Pierron, Histoire de la Forêt de Soignes, 1905, p. 419